# HD 70642 b
HD 70642 b é um planeta extrassolar orbitando a estrela HD 70642 a uma distância de 3.23 UA, completando uma revolução em 5.66 anos. Este planeta pode possuir sistemas de satélites tal como Júpiter. Sua descoberta se deu em 3 de julho de 2003.